# 塞尔克南语
塞爾克南語（Selk'nam），又称奥纳语（Ona），是一種已絕滅的瓊語族（Chonan languages）語言，它曾通行於南美洲火地島的原住民塞爾克南人之間。
由於十九世紀時歐洲移民對當地原住民進行的塞爾克南大屠殺、疾病的高致死率和傳統社會的崩潰等因素，塞爾克南語已絕滅，而其最後一位母語使用者於1980年代去世，然而塞爾克南人依舊存在。

## 語法

### 語序
塞爾克南語的語序如下：
- 基本語序：受詞─動詞─主詞(OVS)
- 介詞多為後置詞
- 形容詞置於其所修飾的名詞前

## 腳註
1. 1 2  Adelaar 2010, p. 92
2. ↑  .   [2014-02-10]. （原始内容存档于2020-11-24）.

## 參照
- Adelaar, Willem (2010). "South America". In Christopher (ed.), Atlas of the World's Languages in Danger （页面存档备份，存于）, 3rd Edition. UNESCO. pp. 86-94.
- Fox, Patrick (Host). (2008, May 19). The World in Words [Audio Podcast]. Retrieved from http://itunes.apple.com （页面存档备份，存于）.